# Neuendorf (Svizzera)
Neuendorf (toponimo tedesco) è un comune svizzero di 2 056 abitanti del Canton Soletta, nel distretto di Gäu.